# تی‌اس‌اس تمیستوکل
تی‌اس‌اس تمیستوکل (به انگلیسی: TSS Themistocles) کشتی  که طول آن ۵۰۰ فوت ۶ اینچ (۱۵۲٫۵۵ متر) می باشد. این کشتی در سال ۱۹۱۰ ساخته شده است.